# Реставрация памятников архитектуры
Реставрация памятников архитектуры — процесс восстановления и подновление подлинных древних частей памятника архитектуры с учётом его исторического прошлого и аутентичности. Такие работы проводятся специализированными организациями по реставрации, где работает квалифицированный персонал (архитекторы, мастера-реставраторы, руководители работы).
В отношении развалин, не планируемых к восстановлению в первоначальном виде, правильнее говорить не о реставрации, а о консервации.

## История
Попытки реставрации культурного наследия известны уже в античный период, в то время это были ремонт или обновление объекта. Сегодня современная реставрация видит своей целью восстановление состояния памятника архитектуры как можно ближе к первоначальному его виду, если есть такая возможность.

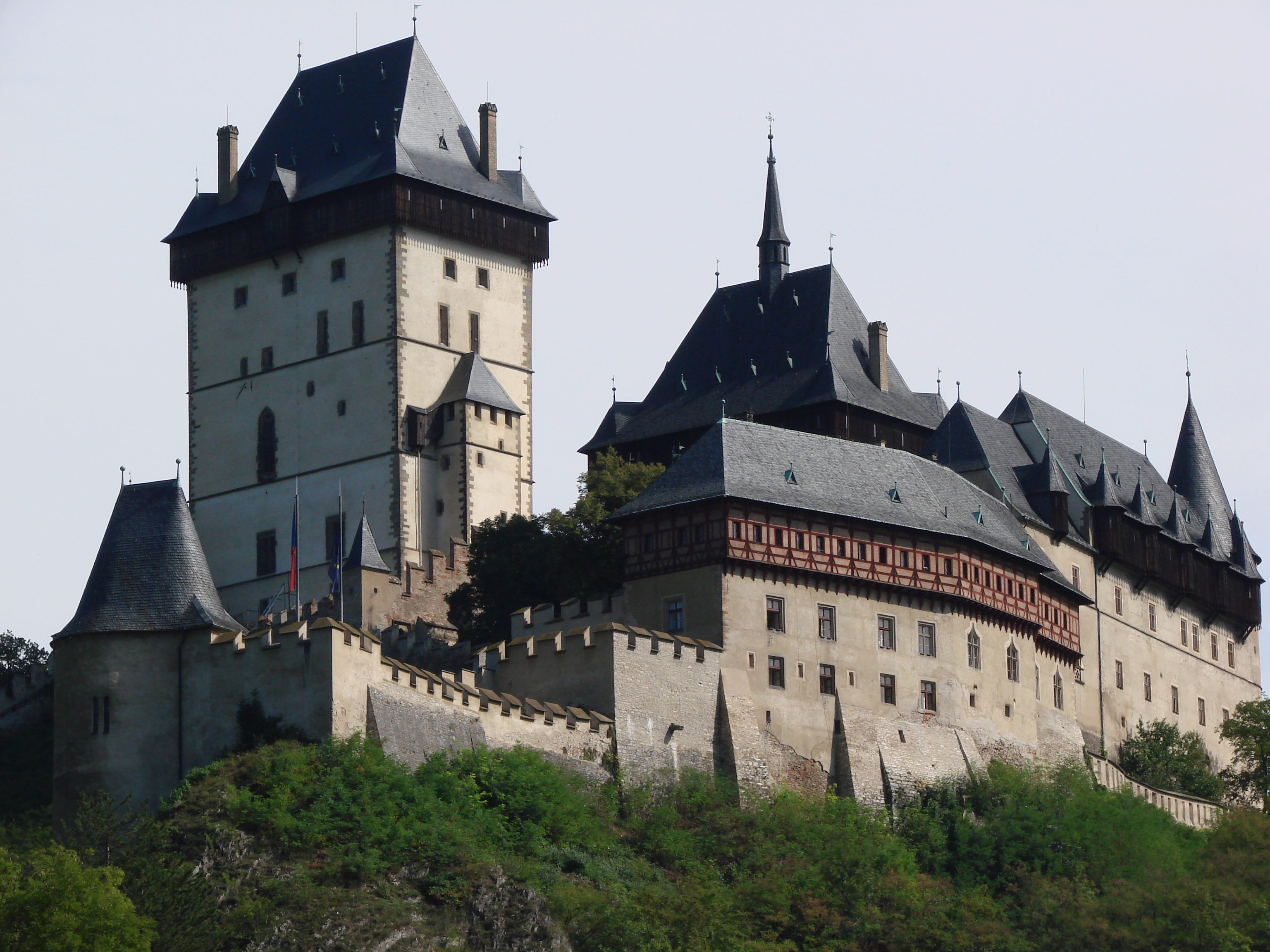
Реставраторы XIX века часто не столько восстанавливали, сколько домысливали первоначальный облик памятника. При реставрации применялись современные материалы, в особенности портлендский цемент.

В XIX веке намечается два основных направления архитектурной реставрации — художественная и техническая. Художественная реставрация имела старые и богатые традиции, так как восполнением утрат занимались всегда. В то время как техническая реставрация заключалась в консервации и постоянном уходе за объектом архитектуры. Именно она потеснила художественную реставрацию. Чуть позже появился новый вид реставрационных работ, который назывался «научной реставрацией», где главной целью является минимальное вмешательство.

### Реставрационное движение XIX века
Реставрационное движение приобрело размах в XIX веке на волне романтизма, обострившего интерес современников к прошлым эпохам и их материальным свидетельствам. Мастера неоготики во главе с Виолле-ле-Дюком в середине XIX века основательно изучили приёмы средневекового зодчества и на основе этих знаний провели реставрацию множества крупных памятников, включая Сен-Шапель и собор Парижской Богоматери. Недостроенные или полуразрушенные сооружения (как, например, Виндзорский замок и Каркасонская крепость) при этом достраивались в том виде, какой, по предположению автора проекта, они могли иметь в древности.
Против торжества принципа «гипотетической реставрации» выступили тонкие ценители старины, включая английского искусствоведа Джона Рёскина. Под его влиянием Уильям Моррис организовал в Англии Общество защиты старинных зданий. Тесно связанное с ним движение искусств и ремёсел отвергало использование для реставрации современных промышленных материалов, настаивало на сохранении максимальной аутентичности памятника архитектуры и на «ручном» характере реставрационных воздействий.

### Становление архитектурной реставрации в России
Историко-культурное наследие России понесло огромный урон от неумелых попыток реставрации обветшавших памятников старины, которые предпринимались в XVIII и XIX веках. Например, в 1722 г. архиерей распорядился прорубить огромные окна в домонгольском соборе Боголюбского монастыря, после чего тот рухнул. В 1830-е гг. во время варварской реставрации Дмитриевского собора во Владимире были снесены древние галереи и лестничные башни, заодно смыты фрески XII века. В 1860-е гг. в порядке реставрации собора Рождественского монастыря Н. А. Артлебен снёс его до фундамента и построил заново. В 1870-е гг. под видом реставрации была практически уничтожена Якиманская церковь конца XIV или начала XV века. Реставрация палат Романовых в Москве и в Костроме обернулась их основательной перестройкой.
Лишь в конце XIX века в Россию пришли теории Виолле-ле-Дюка, которые пропагандировал, в частности, Н. В. Султанов (проект реставрации дворца царевича Димитрия в Угличе). Тем не менее предпринятая на рубеже XIX и XX вв. реставрация Мстиславова храма во Владимире-Волынском и Васильевской церкви Овруча далека от современных представлений о первоначальном облике этих храмов.
В советское время подвижником научной реставрации выступал П. Д. Барановский, организовавший на базе Крутицкого подворья школу-мастерскую. В конце 1950-х и особенно в 1960-е гг. была развернута деятельность по реставрации храмов допетровского времени, подразумевавшая, как правило, восстановление позакомарного покрытия вместо четырёхскатного, закладывание растёсанных прежде окон, воссоздание белокаменных порталов, замена луковичных глав на шлемовидные и т. п. Основательность многих реконструкций того времени в настоящее время оспаривается.
Подлинной школой для советских реставраторов стало восстановление дворцов в пригородах Ленинграда, которые были разрушены за время Великой Отечественной войны. По окончании советского периода возникла необходимость в воссоздании множества культовых сооружений, которые были снесены либо искажены в советские годы. Лишь немногие храмы восстановлены в строгом соответствии с изначальным обликом (например, Казанский собор на Красной площади); в подавляющем большинстве случаев (например, Успенский собор в Ярославле) речь идет не о реставрации, а о воссоздании «по мотивам» или возведении совершенного нового сооружения. Реставрация многих зданий, пострадавших от исторических катаклизмов XX века, осложняется отсутствием обмеров и достаточно полного фотоматериала.

## Современная научная реставрация

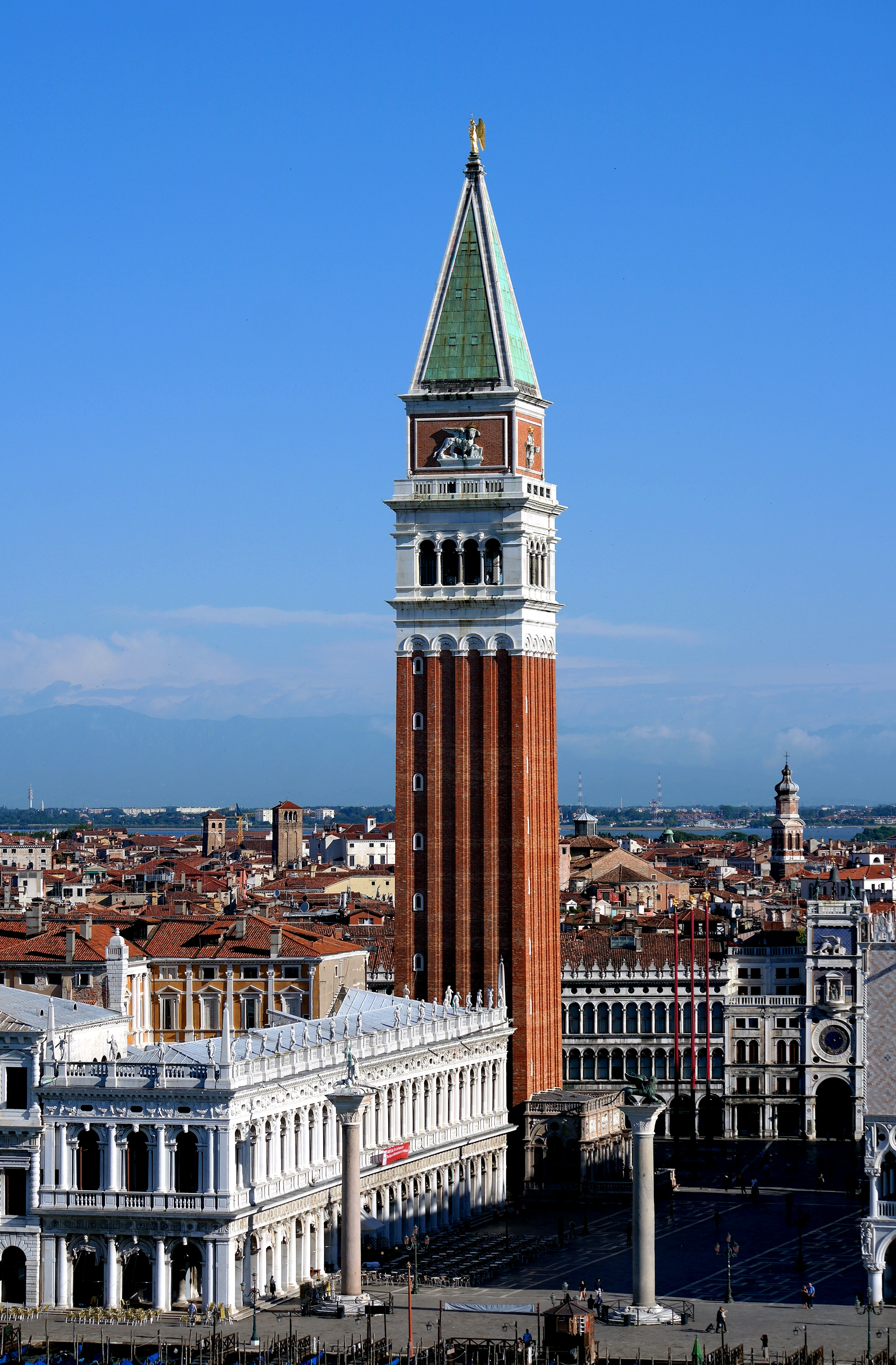
Кампанила собора Святого Марка в начале XX века была восстановлена после обрушения, так как её отсутствие нарушало художественное единство и зрительную цельность всемирно известного архитектурного ансамбля площади св. Марка

Сегодня реставрация памятников архитектуры — достаточно трудоёмкий процесс, который зависит от многих факторов, правил, регламентов и законов. Прежде чем начинается работа над объектом, проводится ряд исследований, которые включают в себя целый список работ по архитектурному изучению памятника и цикл инженерно-технических изысканий. Важным моментом является согласование всех видов работ, которые запланированы в ходе предстоящего восстановления объекта. Необходимо максимально осветить строительную историю памятника архитектуры, выявить сохранившиеся остатки утраченных архитектурных форм и определить возможность их документально точного возобновления. Таким образом, все основные положения о реставрации и консервации наследия заключены в Венецианскую хартию.
В «Международной конвенции об охране Всемирного и природного наследия» был специально разработан тест, который назывался «Тест на подлинность», куда входили такие пункты, как:
- подлинность материала
- подлинность замысла
- подлинность мастерства
- подлинность окружения

Примеры качественной реставрации весьма редки. Например, в 2012 году золотая медаль на международном смотре в Лейпциге была присуждена реставрации Триумфальной арки в Москве. В обязанности архитектора входит следить, чтобы при реставрации тщательно сохранялись все элементы, представляющие архитектурную ценность.
В XX веке после разрушений мировых войн европейским архитекторам пришлось заново отстраивать целые градостроительные ансамбли. Огромные по размаху реставрационные работы были проведены в послевоенной Германии. Образцовой считается послевоенная реставрация исторического центра Варшавы, удостоенная включения в список Всемирного наследия ЮНЕСКО на заре его существования как «выдающийся пример практически полного восстановления исторического наследия за период с XIII по XX века».